# 丽贝卡·桑德斯 (曲棍球运动员)
丽贝卡·利·桑德斯（英語：Rebecca Leigh Sanders，1982年7月9日—），澳大利亚女子曲棍球运动员。她曾代表澳大利亚国家队参加2006年英联邦运动会曲棍球比赛，获得一枚金牌。